# John McCloskey
Pour les articles homonymes, voir McCloskey.
John McCloskey, né le 10 mars 1810 à Brooklyn et mort le 10 octobre 1885, est un prélat américain qui fut évêque et premier cardinal de cette nationalité après sa création par Pie IX au consistoire du 15 mars 1875 au titre de Santa Maria sopra Minerva.
Il fut également le cinquième archevêque de New York à partir de 1864. En 1841, il devint le premier président du St. John's College qui allait devenir la Fordham University. Mgr Michael Corrigan lui succède.